# Petar Velikov
Pour les articles homonymes, voir Velikov.
Petar Velikov est un joueur d'échecs bulgare né le 30 mars 1951 à Dobritch. Grand maître international depuis 1982, il a remporté le championnat de Bulgarie en 1987.

## Biographie et carrière
Petar Velikov fut deuxième ex æquo du tournoi d'échecs de Reggio Emilia en 1979-1980. Il remporta la Coupe Politiken du festival d'échecs de Copenhague en 1981.
Velikov représenta la Bulgarie lors de quatre olympiades (en 1982, 1984, 1986 et 1990). Lors des olympiades de 1982 et 1986, il jouait au troisième échiquier et la Bulgarie finit sixième de la compétition.
Velikov participa à quatre championnats d'Europe par équipe de 1977 à 1989. La Bulgarie finit à chaque fois cinquième ou sixième de la compétition.